# مادية تاريخية
المادية التاريخية هي المقاربة المنهجية للتأريخ الماركسي الذي يركز على المجتمعات البشرية وتطورها مع مرور الوقت، ويدعي بأنها تتبع عدة ميول قابلة للملاحظة، وقد تم التعبير عن هذا الأمر لأول مرة من قبل كارل ماركس (1818-1883) باعتباره التصور المادي للتاريخ.
وهي في الأساس نظرية للتاريخ تفيد بأن الظروف المادية لطريقة المجتمع في إنتاج وإعادة إنتاج وسائل الوجود الإنساني أو -بحسب المصطلحات الماركسية- اجتماع قدرته التكنولوجية والإنتاجية مع علاقات الإنتاج الاجتماعية، تحدد بشكل أساسي تنظيم المجتمع وتطوره.
تبحث المادية التاريخية عن أسباب التطورات والتغيرات في المجتمع البشري بالوسائل التي ينتج بها البشر عامةً ضروريات الحياة، وتفترض أن الطبقات الاجتماعية والعلاقة بينها إلى جانب الهياكل السياسية وأساليب التفكير في المجتمع، تستند إلى النشاط الاقتصادي المعاصر وتعكسه.
منذ زمن ماركس عُدِّلَت النظرية ووُسِّعَت من قبل الكتاب الماركسيين، ولها الآن العديد من الأوجه الماركسية وغير الماركسية، ويحاجج الماركسيون بأن المادية التاريخية هي المقاربة العلمية لدراسة التاريخ.

## التاريخ
لم يستخدم ماركس مصطلح «المادية التاريخية» ليصف نظريته، وقد ظهر لأول مرة في كتاب فريدريك إنجلز «الاشتراكية: الطوباوية والعلمية» في عام 1880، ويتضح اهتمام ماركس البدئي بالمادية في أطروحة الدكتوراه الخاصة به، التي قارنت بين الذرية الفلسفية (المذهب الذري) لديموقريطوس والفلسفة المادية لإبيقور، وكذلك في قراءاته الوثيقة لآدم سميث وكتاب آخرين في الاقتصاد السياسي الكلاسيكي.
وضّح وفصّل كل من ماركس وإنجلز تصورهما المادي للتاريخ لأول مرة داخل صفحات «الأيدولوجية الألمانية» في عام 1845، والكتاب الذي يعتبره الماركسيون البنيويون مثل لوي ألتوسير بمثابة أول عمل ناضج لماركس، هو مجادلة طويلة ضد زملاء ومعاصري ماركس وإنجلز من الشباب الهيجليين لودفيغ فويرباخ وبرونو باور وماكس شتيرنر.
كان لكتاب شتيرنر عام 1844 «الأنا وذاتها» تأثيرًا قويًا بشكل خاص على النظرة العالمية لماركس وإنجلز: إن نقد شتيرنر الشديد للأخلاق والتقدير الخالص للأنانية دفعت الزوجين إلى صياغة مفهوم للاشتراكية على غرار المصلحة الشخصية عوضًا عن الإنسانوية البسيطة وحدها، مما أسس لهذا المفهوم في الدراسة العلمية للتاريخ، ولعل أوضح صياغة قدمها ماركس للمادية التاريخية كانت في مقدمة كتابه «مساهمة في نقد الاقتصاد السياسي».

## الأفكار الرئيسية
لا يتكون المجتمع من الأفراد، ولكنه يعبر عن ملخص العلاقات المتبادلة والعلاقات الداخلية التي يتخذها هؤلاء الأفراد. كارل ماركس-جرندريسه 1858.
من وجهة نظر الماركسية، فإن التاريخ البشري يشبه النهر، فمن أي بقعة معينة يبدو النهر نفسه يومًا بعد يوم، ولكنه في الواقع يتدفق ويتغير باستمرار، كأن يفتت ضفتيه، ويزيد اتساع وعمق مجراه، فالماء الذي يتم رؤيته يومًا ما لا يشبه مطلقًا الماء الذي يتم رؤيته في اليوم التالي، فبعضه يتبخر ويعاد تشكيله باستمرار ليعود كمطر. من سنة إلى أخرى قد تكون هذه التغييرات بالكاد مرئية، ولكن في يوم من الأيام، عندما تضعف الضفتين بشكل كامل وتتساقط الأمطار بغزارة، سيفيض النهر ويحطم الضفتين وقد يأخذ مسارًا جديدًا، وهذا يمثل الجزء الجدلي من نظرية ماركس الشهيرة في المادية الجدلية (أو التاريخية)". هوبير كاي- مجلة لايف 1948.
تُبنَى المادية التاريخية على فكرة التقدم التاريخي الذي أصبح شائعًا في الفلسفة خلال عصر التنوير، والذي يؤكد أن تطور المجتمع البشري كان عبر سلسلة من المراحل، من الصيد والجمع إلى الرعي والزراعة إلى المجتمع التجاري، وترتكز المادية التاريخية على أساس من المادية الميتافيزيقية أو الفلسفية، حيث تعتبر المادة أولية، بينما الأفكار والتفكير والوعي ثانوية، أي الوعي والأفكار البشرية حول الكون نتيجة للظروف المادية وليس العكس.
تنبثق المادية التاريخية من الواقع الجوهري الضمني للوجود الإنساني: حتى يتمكن البشر من البقاء والاستمرار من جيل إلى جيل، من الضروري لهم إنتاج وإعادة إنتاج المتطلبات المادية للحياة، ثم وسع ماركس الفكرة السابقة من خلال تأكيده على أهمية هذه الحقيقة: من أجل تنفيذ الإنتاج والتبادل، يتعين على الناس الدخول في علاقات اجتماعية واضحة للغاية، وأهمها «علاقات الإنتاج».
حدد ماركس علاقات إنتاج المجتمع (الناشئة على أساس قوى منتجة معينة) باعتبارها القاعدة الاقتصادية للمجتمع، كما أوضح أنه عند تأسيس القاعدة الاقتصادية تنشأ بعض المؤسسات السياسية والقوانين والتقاليد والثقافة، وكذلك الأفكار وطرق التفكير والأخلاق وغيرها، وهذا ما يشكل البنية الفوقية السياسية/الإيديولوجية للمجتمع، وهذه البنية منشأها ليس القاعدة الاقتصادية فقط، ولكن سماتها تتوافق في نهاية المطاف مع طبيعة وتطور تلك القاعدة، أي الطريقة التي ينظم بها الناس المجتمع تُحدَّد عبر القاعدة الاقتصادية والعلاقات الناتجة عن طريقته في الإنتاج.
يجادل جيرالد كوهين في «نظرية كارل ماركس للتاريخ: دفاع» بأن البنية الفوقية القانونية والسياسية في المجتمع تعمل على تثبيت أو ترسيخ هيكله الاقتصادي، ومن ناحية أخرى تحدد العلاقات الاقتصادية طبيعة البنية الفوقية، وبذلك فإن القاعدة الاقتصادية هي الأساس والبنية الفوقية ثانوية، ولكن تشارلز تايلور يقول: «إن هذين الاتجاهين للتأثير بعيدان عن كونهما منافسين، وإنما متكاملين في الواقع».
عادة ما يفترض كتاب المادية التاريخية أن المجتمع قد انتقل عبر عدة أنواع أو أنماط للإنتاج، أي أن طبيعة علاقات الإنتاج تحددها طبيعة القوى الإنتاجية؛ كالأدوات والآلات البسيطة في العصور البشرية الباكرة، أو الآلات والتكنولوجيا الأكثر تقدمًا في عصرنا الحالي.
وتشمل الأساليب الرئيسية للإنتاج التي حددها ماركس عمومًا الشيوعية البدائية أو المجتمع القبلي (مرحلة ما قبل التاريخ)، والمجتمع القديم، والإقطاعية، والرأسمالية، وفي كل من هذه المراحل الاجتماعية يتفاعل الناس مع الطبيعة ويعيشون حياتهم بطرق مختلفة.

## المضامين الرئيسية في دراسة وفهم التاريخ
أشار العديد من الكتاب إلى أن المادية التاريخية تمثل ثورة في الفكر الإنساني، وخرقًا للطرق السابقة لفهم الأساسات الكامنة للتغيير داخل المجتمعات البشرية المختلفة، وكما يقول ماركس: «ينشأ التماسك في تاريخ البشرية» لأن كل جيل يرث قوى الإنتاج التي تم تطويرها في السابق، ويطورها بدوره قبل نقلها إلى الجيل التالي، علاوة على ذلك، كلما شمل هذا التماسك المزيد من البشرية، كلما ازدادت القوى المنتجة وتوسعت لربط الناس معًا في الإنتاج والتبادل.
يعارض هذا الفهم فكرة أن تاريخ البشرية هو مجرد سلسلة من الحوادث بدون أي سبب كامن أو تسببها كائنات أو قوى خارقة تمارس إرادتها على المجتمع، وتفترض المادية التاريخية أن التاريخ يتشكل كنتيجة للصراع بين الطبقات الاجتماعية المختلفة المتأصلة في القاعدة الاقتصادية الأساسية، ووفقًا لجيرالد كوهين فإن مستوى تطور القوى الإنتاجية للمجتمع (أي القوى التكنولوجية للمجتمع، بما في ذلك الأدوات والآلات والمواد الخام والقوى العاملة) يحدد الهيكل الاقتصادي للمجتمع، بمعنى أنه ينتقي هيكل العلاقات الاقتصادية الأفضل في تسهيل النمو التكنولوجي، وفي التفسير التاريخي يمكن فهم الأسبقية الكلية للقوى الإنتاجية من خلال الأطروحتين الأساسيتان:
1. تميل القوى المنتجة إلى التطور عبر التاريخ (أطروحة التطور).
2. طبيعة علاقات الإنتاج في مجتمع ما يفسرها مستوى تطور قوى الإنتاج (أطروحة الأسبقية).[15]

عند القول بأن القوى المنتجة لها ميل عام إلى التطور، فإن قراءة كوهين لماركس لا تدعي أن القوى المنتجة تتطور دائمًا أو أنها لا تنحدر أبدًا، فقد يتوقف تطورها مؤقتًا، ولكن نظرًا لأن البشر لديهم اهتمام عقلاني بتطوير قدراتهم للتحكم في تفاعلاتهم مع الطبيعة الخارجية لتلبية رغباتهم، فإن الاتجاه التاريخي يتجه بقوة نحو تطوير هذه القدرات.
بشكل عام، تكمن أهمية دراسة التاريخ في قدرة التاريخ على تفسير الحاضر، ويؤكد جون بيلامي فوستر أن المادية التاريخية مهمة في تفسير التاريخ من منظور علمي من خلال اتباع الأسلوب العلمي، على عكس نظريات أنظمة الإيمان مثل الخلقية والتصميم الذكي الذين لا يسندون معتقداتهم إلى حقائق وفرضيات يمكن التحقق منها.

### الاغتراب والحرية
بنيت مجتمعات الصيادين-الجامعين بحيث تكون القوى الاقتصادية والقوى السياسية واحدة، ولتعمل عناصر القوة والعلاقة معًا في وئام، وفي المجتمع الإقطاعي، ارتبطت القوى السياسية للملوك والنبلاء بالقوى الاقتصادية للقرى من خلال القنانة، فقد كان الأقنان -على الرغم من أنهم ليسوا أحرارًا- مرتبطين بكلتا القوتين وبالتالي لم يُغرَّبوا تمامًا، وبحسب ماركس، فإن الرأسمالية تفصل بين القوى الاقتصادية والسياسية تمامًا، ليقوموا بتشكيل علاقاتهم من خلال حكومة مُقَيِّدة، ويأخذ الدولة لتكون علامة على هذا الفصل - إنها موجود لإدارة تضارب المصالح الهائل الذي ينشأ بين الطبقات في كل المجتمعات المعتمدة علاقات الملكية.

### الأمم كمنتج للرأسمالية
وفقًا للمادية التاريخية، نشأت الأمم في وقت ظهور الرأسمالية، وفي بيان الحزب الشيوعي أوضح ماركس وإنجلز أن مجيء الأمم إلى الوجود كان نتيجة للنضال الطبقي، وبالتحديد محاولات الطبقة الرأسمالية للإطاحة بمؤسسات الطبقة السائدة السابقة، وقبل الرأسمالية لم تكن الدول موجودة وطُوِّرَت النظرية الماركسية للمسألة الوطنية بشكل أكبر من قبل لينين، ووفقًا له يوجد اتجاهان متعاكسان في تطور الدول في ظل الرأسمالية، ويتم التعبير عن أحدهما بتفعيل الحياة الوطنية والحركات الوطنية ضد القامعين، والآخر بتوسيع الروابط بين الدول، وكسر الحواجز بينها، وإقامة اقتصاد موحد وسوق عالمية.

### افتراض حتمي نحو مستقبل اشتراكي
في تحليلاته لحركة التاريخ، تنبأ ماركس بانهيار الرأسمالية، وتأسيس المجتمع الشيوعي في الوقت الذي يمكن فيه التغلب على الصراع الطبقي القائم على الطبقية، ستُوضَع وسائل الإنتاج تحت الملكية العامة وتستخدم للصالح العام، وفي ذكر «التحرر البشري» لا ينبغي لأحد أن يتجاهل أن الطبقة العاملة هي الأكثر اضطهادًا على مستوى الإنتاج، ولكن عامةً في التنبؤ بالمستقبل يجب على المرء أولًا أن يعرف الماضي (على سبيل المثال: تأسيس الرأسمالية، والجزء الانتقالي من الإقطاع).

## تحذير من سوء الاستخدام
لقد حرص ماركس بنفسه على الإشارة إلى أنه يقترح فقط توجيهًا للأبحاث التاريخية، وأنه لم يقدم أي «نظرية تاريخية» أو «فلسفة تاريخية كبرى» ناهيك عن «المفتاح الرئيسي للتاريخ»، وقد أعرب إنجلز عن غضبه من الأكاديميين الهاوين الذين تسرعوا باعتبار معرفتهم التاريخية الهزيلة نظام نظري كبير يشرح «كل شيء» عن التاريخ، واعتبر أن المادية التاريخية ونظرية أساليب الإنتاج كانت تستخدم كذريعة لعدم دراسة التاريخ.

## الانتقادات
انتقد فيلسوف العلوم كارل بوبر في «فقر المذهب التاريخي» و«التخمين والتكذيب»، ادعاءات القوة التفسيرية أو التطبيق الصحيح للمادية التاريخية من خلال القول أنه يمكن تفسير أو شرح أي حقيقة معروضة أمامه بجعلها غير قابلة للدحض وبالتالي علم زائف، وقد قدم الفيلسوف لشك كولاكفسكي حجج مماثلة في «التيارات الماركسية الرئيسية». 
يقارن العالم والتر بنيامين في مقالته التي ترجع إلى عام 1940 بعنوان «طروحات حول فلسفة التاريخ»، بين المادية التاريخية والتركي لاعب الشطرنج (ذي تورك)، وهو جهاز يعود إلى القرن الثامن عشر رُوِّجَ له باعتباره آليًا قادر على هزيمة لاعبي الشطرنج الماهرين، ولكنه يخفي في الحقيقة إنسانًا يسيطر عليه، حيث اقترح بنيامين أنه على الرغم من ادعاءات ماركس بالموضوعية العلمية، فإن المادية التاريخية كانت في الواقع شبه دينية، فقد كتب بنيامين أنه كما التركي لاعب الشطرنج: «الدمية المسماة «المادية التاريخية» يفترض دائمًا أن تفوز، ويمكنها أن تفعل ذلك دون أي صخب ضد أي خصم، طالما أنها توظف خدمات اللاهوت، التي يعرف الجميع أنها ضئيلة وقبيحة ويجب أن تبقى بعيدة عن الأنظار»، ومع ذلك كان بنيامين يجادل ضد الشكل الآلي للتفسير المادي التاريخي الذي كان سائدًا في روسيا الستالينية، أما هو نفسه كان ماركسي ملتزم وإن كان غير تقليدي.
يكمن الخلاف بين المؤرخين في الافتراضات المختلفة حول تعريف أو مفهوم «التاريخ» و «التأريخ»، حيث يتبنى المؤرخون المختلفون وجهة نظر مختلفة لما تدور حوله الأمور عامة وما يمكن للمعرفة العلمية الاجتماعية والتاريخية أن تكون.